# Roqueredonde
Roqueredonde é uma comuna francesa na região administrativa de Occitânia, no departamento de Hérault. Estende-se por uma área de 22,71 km². Em 2010 a comuna tinha 212 habitantes (densidade: 9,3 hab./km²).